# ZNF44
ZNF44‏ (Zinc finger protein 44) هوَ بروتين يُشَفر بواسطة جين ZNF44 في الإنسان.